# 오자와 사키히토

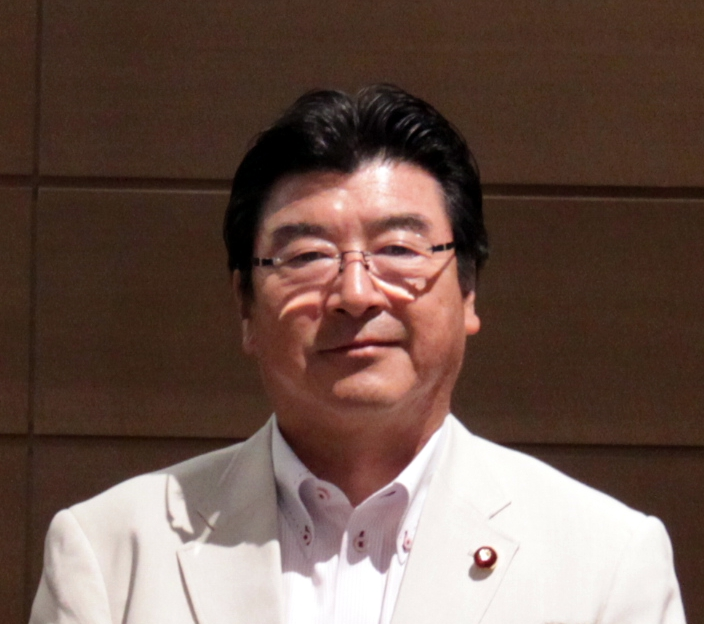
오자와 사키히토

오자와 사키히토(小沢 鋭仁, おざわ さきひと, 1954년 5월 31일 ~)는 일본의 정치인으로, 민주당 소속의 중의원 의원이다. 하토야마 내각, 간 내각의 환경대신, 일본 신당 정책위원회 위원장을 역임하였다.
야마나시현 고후시에서 태어나, 1978년 도쿄 대학 법학부를 졸업하였다. 졸업 후 사이타마 대학 대학원 정책 과학 연구과(지금의 정책연구대학원대학(政策研究大学院大学)) 에 들어가 정치 석사 학위를 취득하고, 1981년 도쿄 은행에 들어갔다.
1983년, 당시 자유민주당의 중의원 의원이었던 하마다 다쿠지로(浜田卓二郎)의 요청으로 정책 집단 "자유 사회 포럼" 사무국장이 되었다. 1992년, 호소카와 모리히로의 일본 신당 결성에 참여했으며, 1993년 제40회 중의원 의원 총선거에 입후보 해 처음으로 당선되었다.
호소카와 내각 성립 후, 일본 신당 정책 위원장이 되었으며, 1994년 호소카와 내각이 퇴진한 후 일본 신당을 떠났다. 그 해 8월, 신당 사키가케에 정식 합류했으며, 이전 도카이 기사부로 원내 간사(국회 대책 위원장) 아래에서 부원내 간사가 되어 국회 대책을 이끌었다.
2009년 제45회 중의원 의원 총선거에서 민주당 소속으로 당선돼 총 6번 당선됐으며, 재무금융위원회(財務金融委員会) 필두 이사, 니가타현 주에쓰 오키 지진 당 대책 본부 사무국장 대리, 간사장 대리, 당 야마나시 현 총지부 연합회 대표, 당국민운동 위원장 등을 지냈다.
2009년 9월 16일, 하토야마 내각의 환경대신이 되었으며, 저서로 호소카와 정권 250일의 진실(細川政権250日の真実), 뉴 리베랄 국가론(ニューリベラル国家論) 등이 있다.